# Lautertal (Vogelsberg)
Lautertal (Vogelsberg) är en kommun i Vogelsbergkreis i Regierungsbezirk Gießen i förbundslandet Hessen i Tyskland. 
Kommunen bildades 31 december 1971 genom en sammanslagning av de tidigare kommunerna Eichelhain, Eichenrod, Engelrod, Hörgenau och Meiches följt av Dirlammen och Hopfmannsfeld 1 februari 1972. Namnet ändrades till Lautertal (Vogelsberg) 1 februari 1980.